# 보르되

보르되

보르되(Vårdö)는 핀란드 올란드 제도에 있는 도시이다. 2016년 기준으로 인구는 433명이다. 언어는 스웨덴어만 사용한다.